# Time-Flight
A Time-Flight a Doctor Who sorozat 122. része, amit 1982. március 22. és március 30. között adtak négy epizódban.

## Történet
Egy New Yorkból Londonba tartó szuperszonikus Concorde repülőgép Heathrow-hoz közeledve eltűnik. A Doktor segít a hatóságnak az eset tisztázásában, s egy ugyanolyan géppel, ugyanazon az útvonalon elindulnak. Útközben a Doktor valami zavart észlel ugyan, de azért megérkeznek Heathrow-ra. De mint kiderül, 140 millió évvel korábban. A repülőtér csak álca, mögötte pusztaság van és egy idegen űrhajó...

## Epizódlista
| Epizódok sorszáma | Bemutató napja    | Hossza | Nézők száma (millió) |
| ----------------- | ----------------- | ------ | -------------------- |
| 1.                | 1982. március 22. | 24:56  | 10                   |
| 2.                | 1982. március 23. | 23:58  | 8,5                  |
| 3.                | 1982. március 29. | 24:29  | 8,9                  |
| 4.                | 1982. március 30. | 24:30  | 8,1                  |

## Könyvkiadás
A könyvváltozatát 1983. április 15-én adta ki a Target könyvkiadó. Írta Peter Grimwade.

## Otthoni kiadás
- VHS-en 2000 júliusában adták ki.
- DVD-n 2007. augusztus 6-án adták ki a Arc of Infinity című résszel.

### Fordítás
- Ez a szócikk részben vagy egészben  a   Time-Flight című angol Wikipédia-szócikk fordításán alapul.  Az eredeti cikk szerkesztőit annak laptörténete sorolja fel. Ez a jelzés csupán a megfogalmazás eredetét és a szerzői jogokat jelzi, nem szolgál a cikkben szereplő információk forrásmegjelöléseként.